# Верман, Бритт
Бритт Верман (нидерл. Britt Weerman; род. 13 июня 2003, Ассен, Дренте) — нидерландская легкоатлетка, специализирующаяся в прыжках в высоту. Серебряный призёр чемпионата Европы в помещении 2023 года. Рекордсменка Нидерландов в прыжках в высоту — 1,96 м (2023). Двукратная чемпионка Нидерландов (2020, 2022). Четырёхкратная чемпионка Нидерландов в помещении (2020—2023).

## Биография
Родилась 13 июня 2003 года в Ассене, Нидерланды. С 6 до 13 лет занималась гимнастикой. После травмы локтя перешла в лёгкую атлетику. Училась в Академии Йохана Круиффа.
В 2022 году на чемпионате Европы заняла 4 место.
В 2023 году на чемпионате Европы в помещении стала серебряным призёром с результатом 1,96 м.

## Основные результаты
| Год  | Соревнования                   | Место проведения | Место | Результат |
| ---- | ------------------------------ | ---------------- | ----- | --------- |
| 2021 | Чемпионат Европы среди юниоров | Таллин, Эстония  | 1     | 1,88 м    |
| 2022 | Чемпионат мира среди юниоров   | Кали, Колумбия   | 2     | 1,93 м    |
| 2022 | Чемпионат Европы               | Мюнхен, Германия | 4     | 1,93 м    |
| 2023 | Чемпионат Европы в помещении   | Стамбул, Турция  | 2     | 1,96 м    |